# Phoneyusa buettneri
Phoneyusa buettneri là một loài nhện trong họ Theraphosidae.
Loài này thuộc chi Phoneyusa. Phoneyusa buettneri được Ferdinand Karsch miêu tả năm 1886.